# Bartomeu Mestre Sureda
Bartomeu Mestre Sureda, "Balutxo" (Felanitx, 1952). Professionalment vinculat a la Caixa de Balears, Sa Nostra, entre el 1974 i el 2011, va ser responsable de l'Obra Social i Cultural (1979-1986) i director de Recursos Humans (2000-2007). Ha fet teatre, ràdio i televisió. Com a escriptor, entre altres llibres ha publicat ...com un aleig enmig de la calitja (1978), Crònica de la Cançó Catalana (UIB, 1987), Balada d'en Guillem d'Efak (Documenta Balear, 1997 i 2010), La Identitat Reeixida (Perifèrics, 2002), El darrer manuscrit (Columna, 2010). Va militar en el Partit Socialista de Mallorca (1979-1987) i a Esquerra Republicana (1987-1995), partit del qual va ser president de la federació de les Illes Balears i les Pitiüses. Va reposar la rapsòdia Siau qui sou! de Guillem d'Efak, enregistrada l'any 2011 per la Banda de Música de Manacor.
És membre de la Comissió Cívica Tricentenari 1715-2015. Participa activament donant conferències a Mallorca com 1715-2015, de la presa a la represa a més d'una dotzena de pobles. També ha publicat molts articles sobre el Tricentenari al seu bloc de VilaWeb. Cal destacar els articles dedicats a la Guerra europea de Successió: Petites Històries de la Guerra de Successió. Participa en el documental «La Resistència» realitzat per Pere Sánchez, amb Pere Morey Servera, Guillem Morro Veny i Oriol Junqueras i Vies. L'any 2014 també participà en els actes del Tricentenari a Barcelona, amb una conferència a l'Ateneu Barcelonès: 1715: pólvora i farina. Mallorca, rebost de Barcelona.